# Janko Kráľ

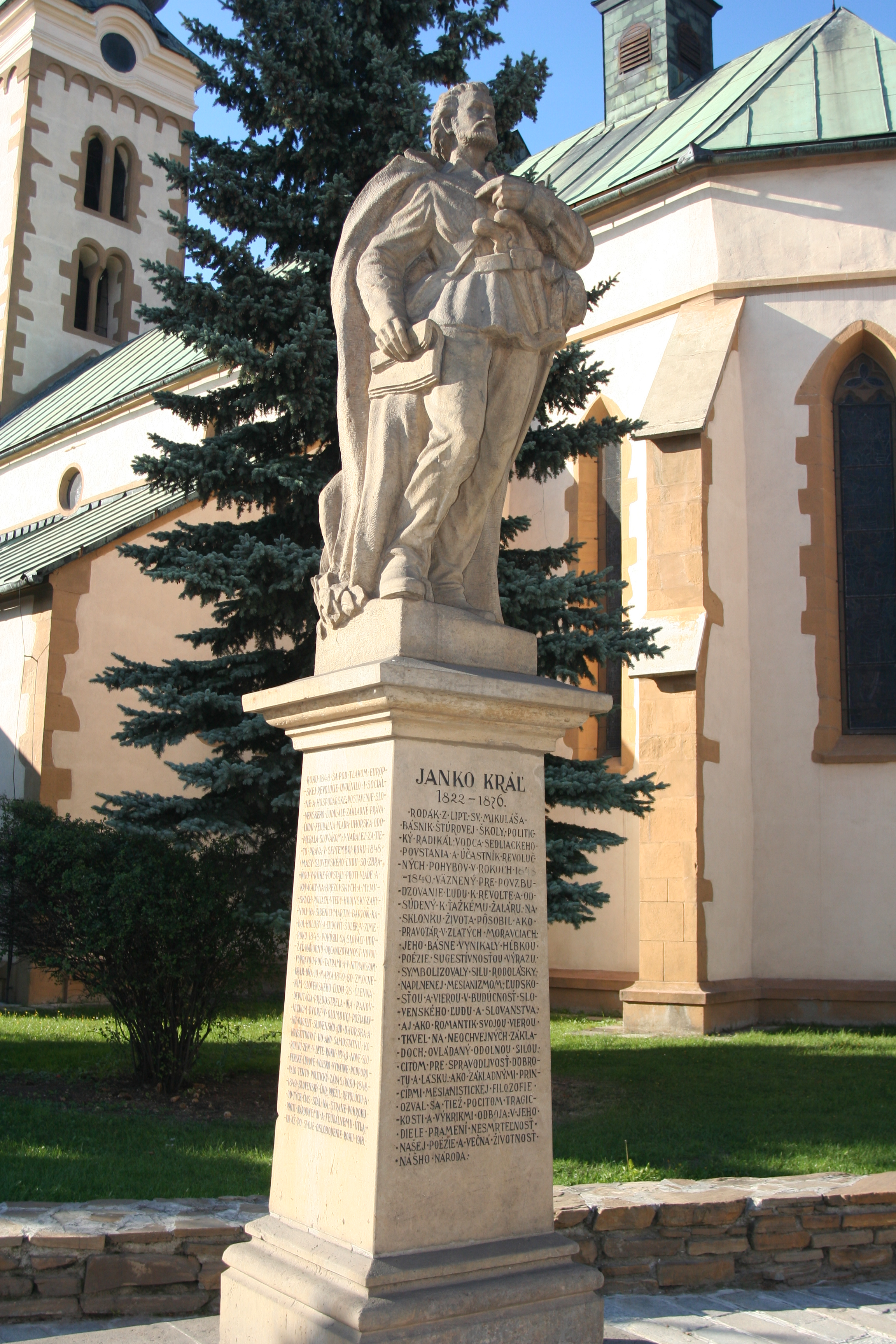
Monument en honor de Janko Kráľ a Liptovský Mikuláš

Janko Kráľ (Liptovský Svätý Mikuláš, 24 d'abril de 1822 - Zlaté Moravce, 23 de maig de 1876) fou un poeta romàntic eslovac de la generació de Ľudovít Štúr.
Atesa la seva personalitat fosca, no se sap del tot com era físicament, malgrat que existeixin diversos retrats més o menys suposadament d'ell. Un d'ells va ser usat com a model per a l'estàtua que se'n va fer en un parc anomenat Sad Janka Kráľa (literalment el jardí de Janko Kráľ) a Bratislava - Petržalka. Král' està enterrat en el Cementiri Nacional de Martin.
Va ser una dels primers poetes que escriurien en llengua eslovaca moderna estàndard, recentment introduïda (l'any 1843) per Ľudovít Štúr i els seus companys. Hi ha una escola amb el seu nom, el Gymnázium Janka Kráľa, que es troba a Zlaté Moravce.
Parlava fluidament el francès, l'anglès, l'alemany, l'hongarès, el polonès, el rus, el serbi i el txec.

## Obres
- Zverbovaný
- Zabitý
- Zakliata panna vo Váhu a divný Janko
- Moja pieseň
- Pieseň bez mena
- Orol
- Piesne
- Potecha
- Pán v trní
- Pieseň
- Duma bratislavská
- Kríž a čiapka
- Choč
- Krajinská pieseň
- Slovo
- Duma slovenská
- Krakoviaky dobrovoľníkove
- Jarná Pieseň